# العلاقات السودانية الليبية
العلاقات السودانية الليبية هي علاقات ثنائية بين السودان والحكومة الليبية.
تمر العلاقات السودانية الليبية بمتلازمة متأرجحة بين الصعود والانحدار، فخلال الأعوام الأربعين الماضية ظهر خطان لهذه العلاقة المزدوجة: خط يدعم الخرطوم ويفتتح المنشآت الاستثمارية مثل برج الفاتح على شارع النيل بالخرطوم، وخط آخر يستقطب معارضي النظام، من المساندة وتقديم الدعم إلى الاحتواء.
لم يكن الغموض الذي شاب علاقة ليبيا بملف دارفور بأقل من غموض القذافي نفسه الذي عاصر ثلاث حكومات سودانية، منها حكومتان عسكريتان تتوسطهما ديمقراطية قصيرة، تأرجح موقفه فيها بشكل بيّن. فقد شهدت العلاقة توترا مع نظام الرئيس الأسبق جعفر محمد نميري ثم الرئيس السابق عمر البشير، أكثر مما شهدته في فترة الديمقراطية الثالثة.

## وصول القذافي ونميري للحكم
وصل الملازم حينها معمر القذافي إلى السلطة في ليبيا إثر انقلاب عسكري، في نفس العام الذي وصل فيه نميري إلى السلطة في السودان، وكان ذلك عام 1969. 
سميا انقلابيهما -في مجافاة واضحة للحقيقة- بالثورة، فكانت ثورة مايو/أيار في السودان وثورة الفاتح من سبتمبر/أيلول في ليبيا. ولما جاء هذان النظامان الثوريان في أعقاب نكسة 1967 بمصر، وتزامنا مع ثورية الزعيم جمال عبد الناصر، خرجت من تكامل الأنظمة الثلاثة (مصر والسودان وليبيا) فكرة الوحدة بينها.
كانت الفكرة أن يكون هناك تكامل قومي يقوم على أساس الاندماج الاقتصادي والعلاقات الأخوية التي ترفع شعارات ناصر القومية لتطبيقها في هذه الدول وفي الوطن العربي الكبير.
وباعتبار هذه الوحدة، أخذ الزعيم القذافي يتصرف في الشأن السوداني بشكل مباشر، فقد اعتقل مجموعة انقلابية كانت تعتزم الانقلاب على الرئيس نميري، أجبرتهم السلطات الليبية على الهبوط في ليبيا من على متن طائرة الخطوط الجوية البريطانية ليتم تسليمهم إلى نميري، وقد أعدمهم الأخير مع عدد من قادة الحزب الشيوعي السوداني المشاركين في الانقلاب.
ولأن أخلاق المنقلبين على الديمقراطية تضيق أحيانا، فإن فترة التعاون والتطبيع في العلاقات بين الرئيسين الليبي والسوداني لم تدم طويلا، وكانت القشة التي قصمت ظهر ذاك الوئام توقيع السودان على اتفاقية تلزمه بعدم التدخل في شؤون الدول الأفريقية المجاورة، ووفقا لذلك أمر النميري بإنزال مجموعة طائرات عسكرية ليبية كانت تعبر الأجواء السودانية في طريقها إلى أوغندا التي كانت على وشك الدخول في حرب مع تنزانيا، وأمر بإعادتها إلى ليبيا مما اعتبره القذافي خيانة.
تلك الحادثة جعلت القذافي يحتضن القيادات المعارضة لنظام النميري المسماة حينها قوى الجبهة الوطنية والمكونة من حزب الأمة والحزب الاتحادي الديمقراطي والإخوان المسلمين، فمدها بالسلاح والتمويل مما مكّنها من غزو الخرطوم عام 1976، وهي ما تم التعارف عليها باسم «غزوة قوات المرتزقة».
تواترت الأحداث ليتبنى النميري مساعدة الجبهة الوطنية لإنقاذ ليبيا، فرد القذافي بعدها عسكريا بقصف الإذاعة السودانية عام 1984 بطائرة ليبية لاعتقاده أن الجبهة تبث إرسالها من هناك. ثم احتوت ليبيا كثيرا من المعارضين واللاجئين السياسيين الفارين من قمع نميري. وجاء بعدها إعلان القذافي عن دعمه للحركة الشعبية لتحرير السودان بقيادة جون قرنق عام 1984.
وفي هذا المفترق كان القذافي على الصعيد العربي يساند القضية الفلسطينية كرد فعل لقطيعته مع الولايات المتحدة وسياستها الداعمة لإسرائيل، بينما كان نظام النميري متقاربا مع واشنطن حين رحّل اليهود الفلاشا إلى إسرائيل، فكانت سببا في زيادة سوء العلاقات بين النظامين.
أما الفترة التي شهدت هدوءا نسبيا في علاقات البلدين فكانت فترة الديمقراطية الثالثة بين عامي 1986 و1989، لأن زعماء المعارضة والذين كانوا على خلاف مع نميري استجاروا بليبيا فاحتوتهم، ولما رجعوا بعد ثورة أبريل/نيسان 1985 وإسقاط نظام نميري، عملوا على تمتين العلاقات مع ليبيا عرفاناً لما قدمته لهم.
أما في فترة الإنقاذ وبعد انقلاب عمر البشير عام 1989، شهدت العلاقة بين البلدين تقاربا ملموسا لم تظهر فيه أي خلافات إلا عندما رفع النظام السوداني الشعارات الإسلامية، واستشهد بحركات إسلامية مماثلة بشمال أفريقيا في الجزائر وتونس، ودعوته قيادات حركات إسلامية إلى الخرطوم في فعاليات مختلفة.
ورغم عدم تأثير الجماعات الإسلامية في ليبيا مقارنة بدول شمال أفريقيا فإن القذافي توجس خيفة من تحالف هذه التيارات الإسلامية المحيطة به مع الجماعة التي استولت على الحكم في السودان.

## القذافي وملف دارفور
ظلت العلاقات الدبلوماسية الليبية مع السودان في حالة من الارتباك، كشأنها مع كثير من الدول الأفريقية التي لديها امتدادات قبلية جذورها في ليبيا وفروعها تعبر الحدود إلى مصر وتشاد وتونس.
وبنفس روح الزعامة التي تشربها القذافي من الزعيم الراحل جمال عبد الناصر، أراد أن يجعل لليبيا دورا فاعلا حتى لو كلفه ذلك التدخل في شؤون البلاد المجاورة، فحاول من منطلق تبنيه قضية القومية العربية -في استماتة وفشل واضحيْن- الاتحاد مع سوريا ومصر، ثم اتحاد ليبيا وتونس.
وطبقا لروحه الثورية وطموحه في التوسع عسكريا، وبناء على حسابات وأوهام تصدير الثورة، فقد غزا تشاد عام 1987 لضم قطاع اوزو إلى ليبيا. وعلى إثر هذه المواجهات فكر القذافي في تأمين حدوده الجنوبية بخلق وجود معين في دارفور.
هذا الوجود غذاه أبناء دارفور بهجرتهم إلى ليبيا عبر الحدود البرية المفتوحة على السودان، في أزهى عصور ليبيا حيث بئر النفط المسال القريب منهم. وفي ليبيا انضموا إلى الجهاز السياسي المسمى اللجان الشعبية الثورية، ومنها ظهرت الحركات المسلحة في دارفور عند نشوب الحرب هناك.
وبدلا من انهيار العلاقات بين البلدين، احتوت الدبلوماسية السودانية تقلب مزاج القذافي، واحترم السودان حاجته للعب دور إقليمي بعد الحصار الغربي المفروض عليه منذ العام 1992 على خلفية قضية لوكربي. 
كما أن السودان كان يعيش ظروفا مشابهة على خلفية العقوبات الاقتصادية المفروضة عليه ووضعه في قائمة الدول الراعية للإرهاب، فكان التعاون بغرض كسر الحصار بين البلدين.
وعندما اشتعلت الحرب في دارفور عام 2003، شكلت الحركات المسلحة -كحركة العدل والمساواة وجيش تحرير السودان وفصائل أخرى- جبهات للمعارضة والمطالبة باستقلال الإقليم الذي يعاني تهميشا كليا.
أدت المواجهات بين هذه الحركات والحكومة إلى التصعيد الدولي لقضية دارفور، فعقد القذافي ملتقى في ليبيا عام 2004 على أول أيام الحرب، ضم الحركات المسلحة. وقد لعبت تشاد وليبيا دورا حيويا في إذكاء نار الصراع بتقوية الحركات واحتوائها واستضافتها.
وبعدما جمدت حركة العدل والمساواة مؤخرا مفاوضاتها مع الحكومة السودانية في الدوحة بحجة مخالفة الحكومة للاتفاقية، أمرت الحكومة بالقبض على خليل إبراهيم بتهمة تورطه في غزو أم درمان في مايو/أيار 2008.
ولكن التحركات الدبلوماسية أثرت على وجوده في مصر فغادرها إلى تشاد ليتركها هي الأخرى بعد تطبيع العلاقات بين السودان وتشاد في اتفاق الطائف برعاية الملك السعودي عبد الله بن عبد العزيز، ليعود بعدها خليل إبراهيم إلى ليبيا التي رحبت به ترحيبا كاملا كرد فعل على ما اعتبره القذافي سحبا لملف دارفور من الرعاية الليبية.
ذلك الملف بطرفيه السوداني والتشادي حققت منه ليبيا استثمارا سياسيا واسعا في لقاءات كثيرة منها: قمة سرت في أكتوبر/تشرين الأول 2004، وطرابلس في مايو/أيار 2006، وسرت الثانية في أبريل/نيسان 2007 وغيرها.
وبينما لم يؤيد القذافي خروج الملف من بين يديه، احتفظ بتأييده المبطن بالرفض عندما نُقل ملف دارفور إلى الدوحة عبر تكليف من القمة العربية.
لم تثنِ العقيد القذافي عن استضافته خليل إبراهيم كلُّ الوساطات الدبلوماسية التي أرسلها الرئيس السوداني عمر البشير إلى ليبيا، كما لم يلب طلبه الشخصي عبر الهاتف.
احتواء ليبيا للحركات الدارفورية وتواجد زعيم حركة العدل والمساواة هناك بعد طرده من تشاد، أعاد إلى الأذهان غزوة الحركة لمدينة أم درمان في مايو/أيار 2008 والتي أعادت بدورها غزو ذات المدينة بواسطة «قوات المرتزقة» المكونة من أحزاب المعارضة والتي دعمها القذافي عام 1976. كل ذلك أدى إلى توتر العلاقات وإغلاق وزارة الداخلية السودانية في يوليو/تموز الماضي جميع الحدود والممرات بين ليبيا والسودان.

## المرتزقة يعودون
عاد مصطلح المرتزقة إلى الأسماع من جديد، وله ما له من وقع خاص في أسماع السودانيين، فهو يذكرهم بغزو أم درمان في سنة حكم النميري الأولى من قبل قوات المعارضة المدعومة ليبيًّا.
عاد المرتزقة، وفي عودتهم تجلت انعدام الرؤية الإنسانية للعقيد القذافي الذي هب لقمع ثورة الشعب في بلاده بتأجير مقاتلين أفارقة أضرموا النيران وأسالوا الدماء.
أما الحكومة السودانية فقد أكدت أن من يسمونهم المرتزقة الأفارقة ينضم إليهم سودانيون من حركات دارفور المسلحة اشتركوا في حمام الدم بليبيا.
وجاء على لسان الحكومة «أن لديها أدلة على ضلوع بعض العناصر من حركات دارفور المتمردة في الأحداث الجارية بليبيا، بيد أنها لا تعرف ما إذا كانت الحركات موجودة أصلا داخل الأراضي الليبية أم أنها دخلت عبر الحدود السودانية أثناء الأحداث ضمن استعانة العقيد الليبي معمر القذافي بمرتزقة من دول أفريقية يفتحون نيران أسلحتهم الآلية على المتظاهرين». ونفت حركة العدل والمساواة الخبر ولم تنفه بقية الحركات، كما لم ينفه القذافي الذي قال إن الأفارقة أتوا ليحموا ملك ملوك أفريقيا. وسواءً صحت هذه المعلومات عن اشتراك مرتزقة من حركات دارفور أم لا، فإن وجود السودانيين في ليبيا بات معرضا للخطر مثلما حدث في مدينة الزاوية التي قتل فيها مئات الأفارقة بينهم عشرات السودانيين عام 2000. ولكن التهديد الأكبر يقع على وجود الحركات الدارفورية بما فيها زعيم حركة العدل والمساواة خليل إبراهيم الذي بات وجوده في ليبيا رهينا ببقاء القذافي، كما أن علاقات الخرطوم مع طرابلس رهينة بمن سيخلفونه في حال تغير نظامه.
وبالرغم من تقلب اتجاهات السياسة الخلرجية لليبيا حسب مزاج زعيمها الشخصي، فقد سعى السودان إلى الوقوف في محطات للتفاهم مع ليبيا درءا لكثير من المشاكل وسدا للثغرات التي فرضها الجوار خاصة مع إقليم ملتهب كإقليم دارفور، ولكن تقلب مزاج العقيد القذافي لا يترك له موقفا محددا عندما تتطلب أعقد الأمور مزيداً من الإيضاح والتحديد.
تتسع وصاية القذافي لتشمل شؤون السودان الداخلية فيدعم الحركات الثورية من منطلق «أنه ثائر يدعم الثوار». وما اضطرار السودان للتعامل مع ليبيا خلال سنوات الوئام تلك إلا لتقليل تأثير زعيمها السلبي، إذ لم يعد يكسبه كمؤيد ومعين في تحقيق نوع من السلام.

## الهامش
1. ↑  منى عبد الفتاح (16 مارس 2011). "العلاقات السودانية الليبية.. مزاجية التفكير والممارسة". الجزيرة.نت. مؤرشف من الأصل في 2011-03-23.